# Arthur Russell
Arthur Russell (Walsall, 13 de março de 1886  - Walsall, 23 de agosto de 1972) foi um atleta e campeão olímpico britânico.
Trabalhador de uma fábrica de produção de tijolos em Walsall, Russell venceu o Campeonato Amador de Atletismo britânico no steeplechase entre 1904 e 1906, o primeiro de seus títulos quando tinha apenas 17 anos. Em Londres 1908, ele disputou os 3200 m steeplechase. Nas eliminatórias, que venceu com facilidade, apenas ele e mais um competidor completaram a prova. Na final, ele estabeleceu o ritmo da corrida durante a primeira metade e ganhou a medalha de ouro na segunda metade numa dura disputa final com o compatriota Archie Robertson, a quem derrotou por meros dois metros na linha de chegada.